# Girolamo Marulli
Girolamo Marulli (Barletta, 19 novembre 1580 – Barletta, 1656) è stato un nobile italiano e
cavaliere di gran croce dell'ordine degli Ospitalieri di San Giovanni di Gerusalemme. Nel tardo seicento si rese autore del primo libro stampato sull'isola di Malta. 

## Biografia
Il Marulli fu ricevuto nell'Ordine il 24 dicembre 1591. Nel corso della sua vita, fu balì di Santo Stefano di Monopoli, commendatore di San Giovanni di Troia, Grande Ammiraglio della Lingua d'Italia, Luogotenente del Gran Priorato di Capua .

## Le opere letterarie

### Vite de' gran maestri della sacra religione di S. Giovanni Gierosolimitano
Prima edizione datata 1636, pubblicata a Napoli da Ottavio Beltrano, è un saggio sulla fondazione dell'omonimo ordine, dagli inizi  di Gerusalemme fino all' insediamento sull'isola di Malta.

### Natale delle militie religiose
Prima ed unica edizione datatata 1643. L'opera fu realizzata in seguito al trasferimento del Marulli da Napoli a Malta. Le uniche copie emerse fino ad ora sono conservate nella Biblioteca nazionale di Malta e nella Biblioteca del Congresso.